# Tomasz Ciecierski
Tomasz Ciecierski (* 25. September 1945 in Krakau; † 15. August 2024) war ein polnischer Maler.

## Leben und Werk

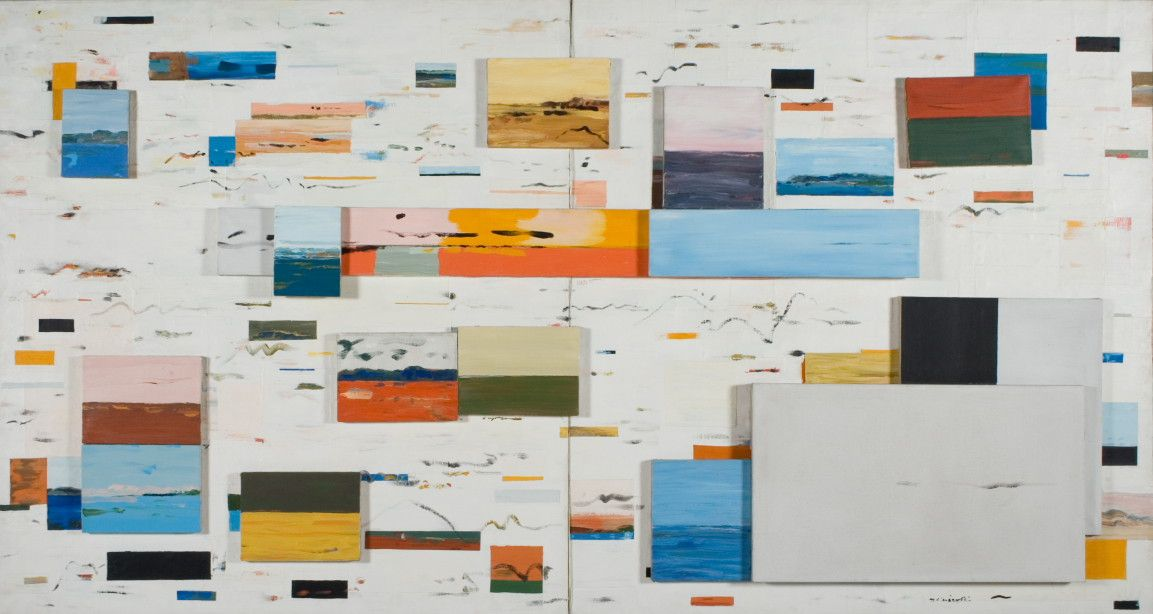
Tomasz Ciecierski, Bez tytułu (Untitled) M-610

Tomasz Ciecierski studierte an der Akademie der Bildenden Künste Warschau und erlangte 1971 den Abschluss bei Krystyna Łada-Studnicka (1907–1999). Von 1972 bis 1985 lehrte er an der Akademie der Bildenden Künste Warschau.
Seit Anfang der 1990er Jahre malte Ciecierski hauptsächlich Landschaften. 2004 schuf Ciecierski das monumentale Werk Bez tytułu / Untitled und 2005 Niebo i ziemia / Earth and Sky.
Tomasz Ciecierski stellte in zahlreichen international renommierten Museen aus. Er war unter anderem Teilnehmer der 5. Biennale of Sydney (1984), der 19. und 22. Biennale von São Paulo (1987, 1994) und der documenta IX in Kassel (1992).

## Auszeichnungen (Auswahl)
- 1981, 1983 Artist in Residence im Stedelijk Museum in Amsterdam, Niederlande.
- 1985 Artist in Residence im Künstlerhaus Worpswede, Deutschland[4]
- 1999 Jan-Cybis-Preis